# Peter Arff
Eduard Peter Otto Arff (* 1. April 1908 in Boxhagen-Rummelsburg; † 7. Juni 1989 in Großhansdorf) war ein deutscher Musiker und Schauspieler.

## Leben
Arff wuchs als Sohn des Kaufmanns Eduard Arff und dessen Ehefrau Frieda, geborene Wick in Berlin auf; seine jüngere Schwester Lieselotte (1910–2005) war in ihrer Jugendzeit Tänzerin, unter anderem im Berliner Lunapark. Auf Tourneen von Udo Lindenberg spielte er Violine und verkörperte die Figur des „Rudi Ratlos“. Mit „Elli Pirelli“ trat er als Tänzer auf. Daneben ist er in dem Film Panische Zeiten von 1980 als Rudi Ratlos zu sehen. Zusammen mit Peter Bauer ist er darüber hinaus einer ganzen Generation ehemaliger Kinder aus der ersten Generation der deutschen Sesamstraße bekannt, in der er in den humoristischen Geschichten um Herrn K. und Dr. Blau die Rolle des Dr. Florentin Blau spielte (mindestens 70 Beiträge, produziert 1975–1983). Diese Einspieler wurden noch bis August 1994 ausgestrahlt. Als Statist wirkte er in mehreren Filmen mit, darunter Der Schimmelreiter von Alfred Weidenmann.